# Cartuja de Farneta
La Cartuja de Farneta (o Certosa di Santo Spirito di Farneta o Certosa di Maggiano) es un monasterio cartujo situado al norte de Lucca, en la Toscana, Italia.

## Historia
La cartuja fue fundada a principios del siglo XIV. En el siglo XVII, los pintores Giovanni Fondagna y Stefano Cassiani trabajaron en el interior de la iglesia, incluida la cúpula y dos retablos. El monasterio fue cerrado por las fuerzas napoleónicas en 1809, aunque se reabrió avanzado el siglo XIX.
La iglesia, consagrada en 1358, muestra hoy el aspecto resultante de la reconstrucción de finales del siglo XVII. La pintura al fresco de Stefano Cassiani (1636-1714), llamada "il Certosino" (el cartujano), cubre todas las paredes; un gran altar de mármol enmarca el Descenso del Espíritu Santo.
El núcleo original, construido a mediados del siglo XIV, fue modificado en el siglo diecisiete; a principios del siglo XX, se duplicó para dar cabida a la comunidad de la Grande Chartreuse, expulsada de Francia. Farneta fue la sede de la Gran Cartuja y, por lo tanto, la casa madre de la orden cartuja desde 1903 hasta 1940.
Junto a la iglesia se encuentran el claustro pequeño y la sala capitular, donde se conserva una Anunciación del siglo XVII. Alrededor del Gran Claustro están las celdas de los monjes, auténticos apartamentos con su patio y estancias.

## La masacre de Farneta (1944)
En septiembre de 1944, los monjes de la cartuja abrieron sus puertas a las tropas de la Decimosexta División Panzergrenadier de las SS, que dijeron que venían con presentes para la abadía. Irrumpieron en el monasterio para arrestar a 32 partisanos y judíos refugiados allí. Algunos de los refugiados pudieron escapar. Seis monjes y seis hermanos laicos fueron arrestados, torturados y asesinados por un pelotón de fusilamiento. Una lápida a la entrada del monasterio, fechada el 20 de enero de 1985, cuatro décadas después del suceso, cuenta: 

Cuarenta años después de la Liberación, la Asociación de los Guerrilleros de la Resistencia en Lucchesia y las Autoridades Municipales de Lucca recuerdan el martirio de seis padres cartujanos, seis hermanos cartujanos y treinta y dos civiles en septiembre de 1944. El salvajismo nazi impuso la misma muerte a los monjes y sobre aquellos que en la hora más oscura habían encontrado la hospitalidad fraternal en estos recintos sagrados. La presencia del Primer Ministro en la inauguración de esta lápida conmemorativa asegura la entrada en la historia del pueblo italiano del testimonio de estas víctimas. Cartuja de Farneta, 20 de enero de 1985.

 Entre los doce cartujos asesinados había dos alemanes, un suizo, un venezolano y un español. Los monjes restantes también eran de diversos países. Los fallecidos fueron Benedetto Lapuente, Bruno D'Amico, Raffaele Cantero, Adriano Compagnon, Adriano Clerc, Michele Nota, Giorgio Maritano, Pio Egger, Martino Binz, Gabriele Maria Costa, Salvador Montes de Oca y Aldo Mei. Se dice que cuando los refugiados pidieron asilo, el prior Dom Martino Binz consultó con el procurador Dom Gabriele Costa y el maestro de novicios Dom Pio Egger. Binz declaró: "Si fuera el propio Jesús llamando a la puerta, ¿qué le diríamos? ¿Tendríamos el coraje de enviarlo a morir?" Abrieron la puerta.
Después de la guerra, los monjes dejaron la ejecución en silencio. En 2000, la Santa Sede solicitó a los monjes un informe para enviarlo a la Comisión de los Nuevos Mártires. El periodista Luigi Accattoli fue la primera persona externa a la Comisión que leyó el informe y en 2014 publicó el libro La Strage di Farneta - La masacre de Farneta -.